# Apion loti
Apion loti är en skalbaggsart som beskrevs av Kirby 1808. Apion loti ingår i släktet Apion, och familjen spetsvivlar. Arten är reproducerande i Sverige.